# Nowa Sarzyna

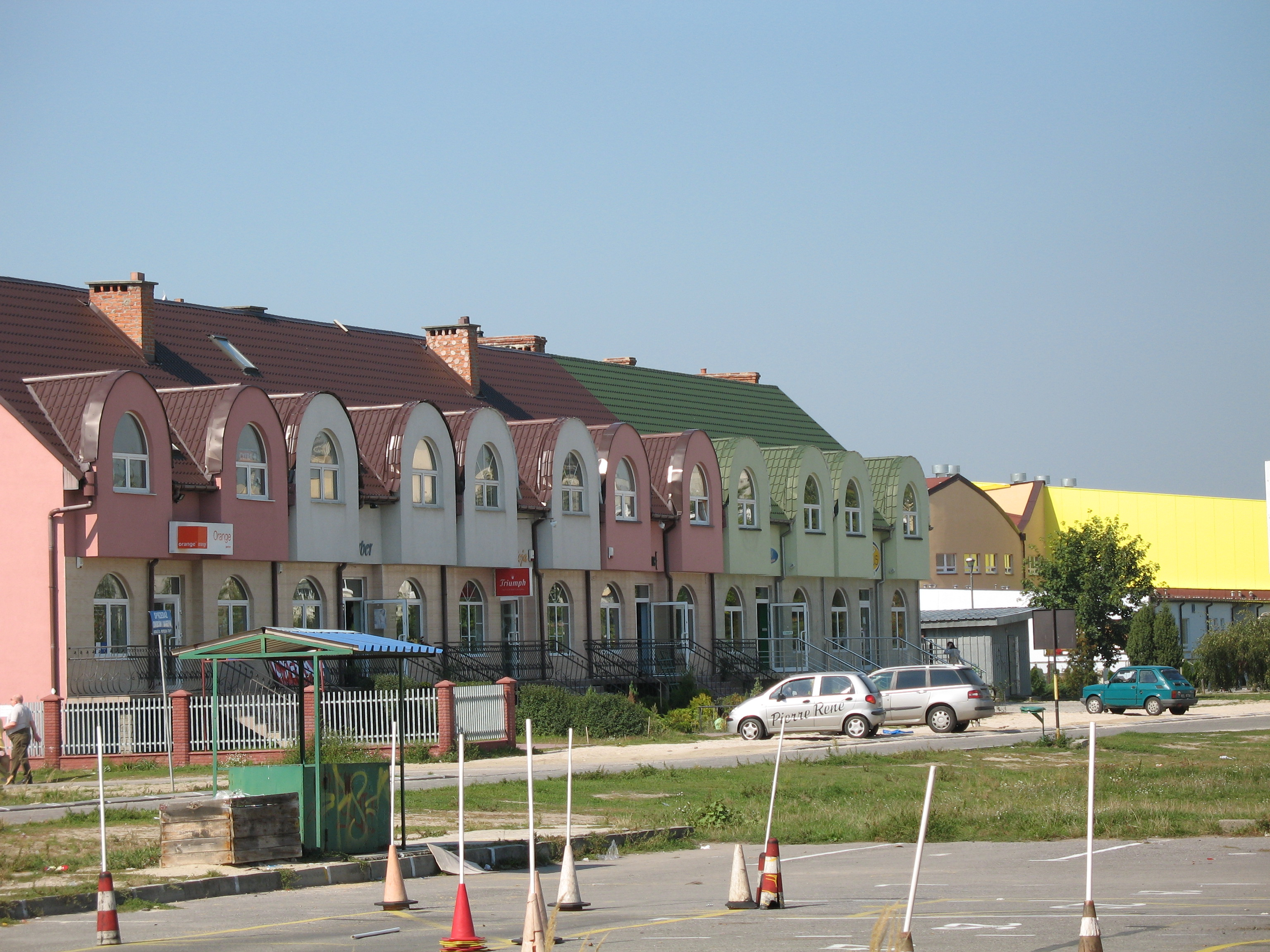
Nowa Sarzyna

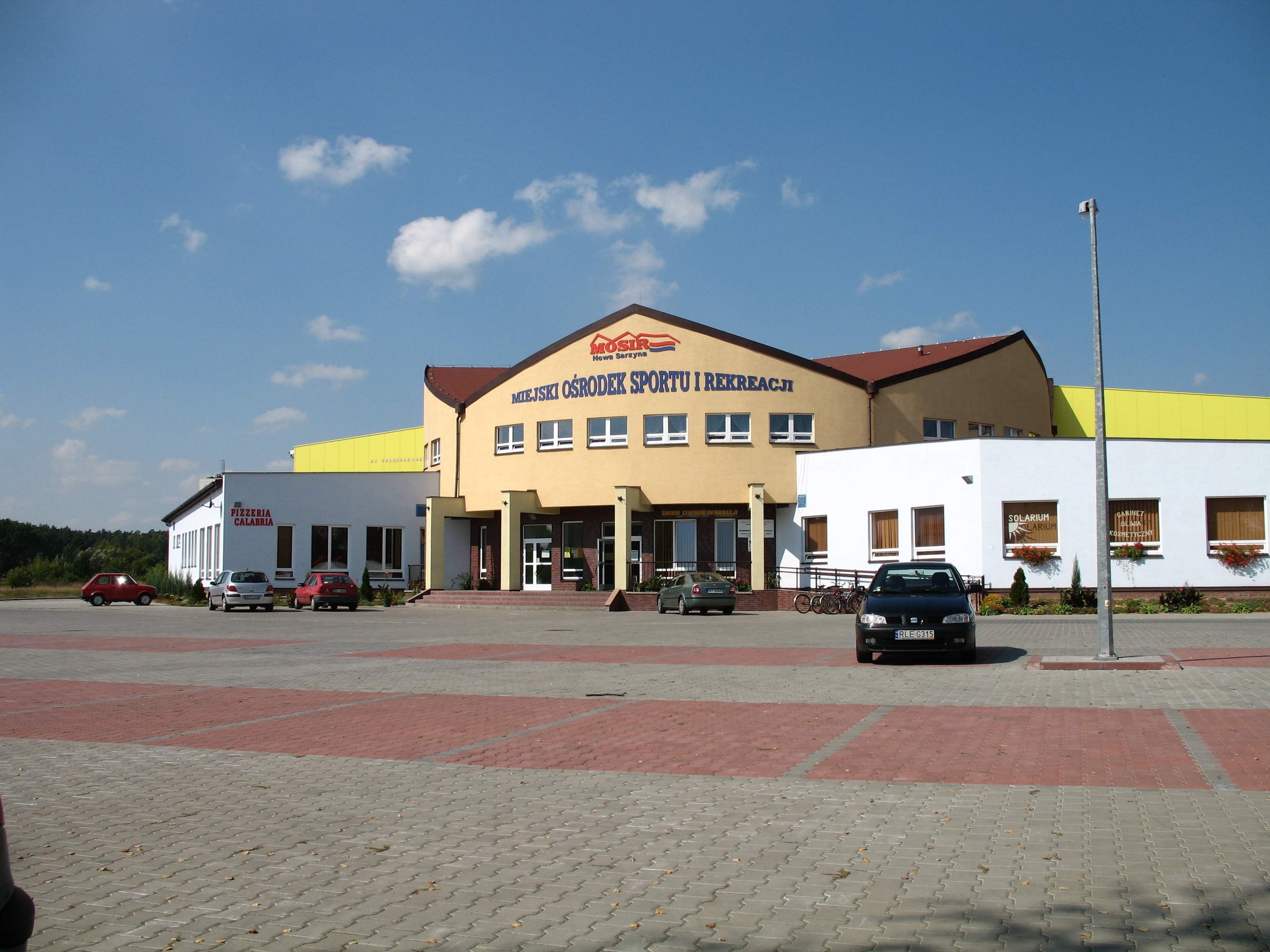
MOSiR w Nowej Sarzynie

Nowa Sarzyna (do 14 lutego 1968 osiedle Sarzyna) – miasto w województwie podkarpackim, w powiecie leżajskim, siedziba gminy miejsko-wiejskiej Nowa Sarzyna. Położone jest nad Trzebośnicą w dolinie Dolnego Sanu. W latach 1975–1998 miasto administracyjnie należało do woj. rzeszowskiego. Przez miasto przebiega droga krajowa nr 77.
Według danych GUS z 1 stycznia 2024 r. miasto liczyło 5357 mieszkańców, będąc 28. najludniejszym miastem w województwie.

## Historia
Miejscowość powstała na gruntach XIV-wiecznej wsi Sarzyna. Notowana jest od XV wieku pod nazwami: Vola Szarzynowa (1414), Scharzina Wolya (1430), Scharzina Wola (1433), Scharzina (1464). Położona była w starostwie leżajskim w ziemi przemyskiej województwa ruskiego.
W XVI i XVII wieku wieś i okolice były najeżdżane przez Tatarów.
W ramach Centralnego Okręgu Przemysłowego, w roku 1937 rozpoczęto budowę zakładów chemicznych z przyfabrycznym osiedlem. Podczas II wojny światowej w okolicy Sarzyny były przeprowadzane liczne akcje dywersyjne polskiego podziemia. Okupacja oraz działania wojenne spowodowały na terenie fabryki ogromne straty. Po wojnie rozpoczął się okres intensywnej odbudowy zakładu i budowy nowych osiedli mieszkaniowych. W 1956 Nowa Sarzyna otrzymała status osiedla, a prawa miejskie w 1973.
Nowa Sarzyna charakteryzuje się zupełnym brakiem „starej zabudowy”, budynki miasta są powojenne. Wyglądem bardziej przypomina duże osiedle niż miasto.

## Gospodarka
Głównym pracodawcą dla mieszkańców miasta są Zakłady Chemiczne „Organika-Sarzyna” S.A., zajmujące się produkcją środków ochrony roślin oraz żywic epoksydowych i poliestrowych. Oprócz tego mieszkańcy miasta zajmują się wikliniarstwem.

## Edukacja
- Szkoła Podstawowa im. Marii Skłodowskiej - Curie w Nowej Sarzynie
- I Liceum Ogólnokształcące w Nowej Sarzynie

## Wspólnoty religijne
Obszar Nowej Sarzyny podlega parafii NMP Królowej Polski w Nowej Sarzynie. Kościół parafialny powstał w latach 1970–1979, w jego dzwonnicy znajduje się zabytkowy dzwon datowany na XVI w.

## Organizacje
Szkolne Koło Geograficzno-Krajoznawcze działające przy Gimnazjum im. Jana Pawła II Nowej Sarzynie istnieje od 2007. Główne pola działalności SKGK to szeroko pojmowana turystyka, imprezy na orientację, rajdy, a szczególnie wycieczki rowerowe po najciekawszych rejonach okolic Nowej Sarzyny.
W Nowej Sarzynie działa koło PTTK, organizator m.in. corocznych czerwcowych zlotów do Rezerwatu Przyrody „Azalia” w Kołaczni koło Woli Zarczyckiej. Na zlotach gromadzą się miłośnicy (zazwyczaj wycieczki piesze i rowerowe) kwitnącej azalii. Zloty połączone są z występami artystycznymi, związanymi tematycznie z turystyką. W 2009 r. z okazji 100-lecia odkrycia stanowiska azalii pontyjskiej wystąpił m.in. zespół „Wołosatki”.

## Demografia

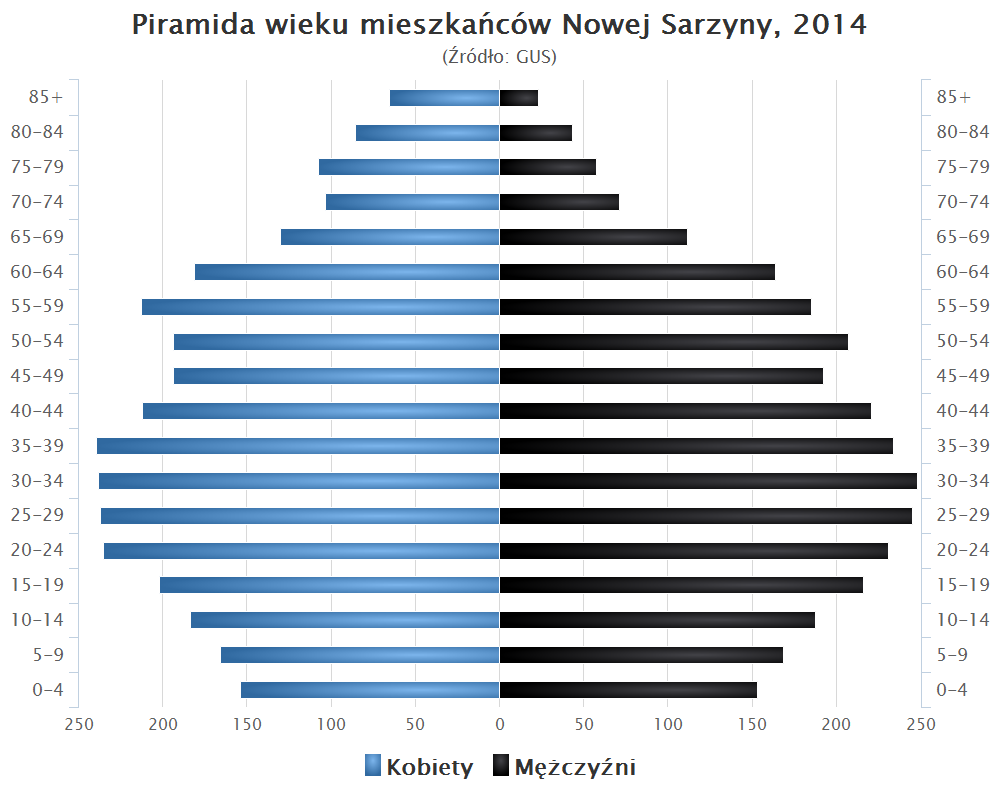
Piramida wieku mieszkańców Nowej Sarzyny w 2014 roku

## Sport
- Unia Nowa Sarzyna – klub sportowy

## Współpraca międzynarodowa
Miasta partnerskie:
- Dolina[9][10]
- Olaine[11]

## Honorowi obywatele Miasta Nowa Sarzyna[12]
| - Józef Skovajsa - Władysław Piłat - Stanisław Turek - Szymon Wójcik | - Henryk Atemborski - Józef Półćwiartek - Jan Warchał | - Jan Kida - Jan Krauz - Wincenty Pażyra |